# Ried in der Riedmark
Ried in der Riedmark är en ort och kommun  i Österrike. Den ligger i distriktet Perg i förbundslandet Oberösterreich, 140 kilometer väster om huvudstaden Wien. 
Kommunen består av 32 orter (Ortschaften) (inom parentes invånarantal 1 januari 2024):

- Aistbergthal (61)
- Altaist (58)
- Anzendorf (56)
- Blindendorf (559)
- Buchholz (49)
- Danndorf (90)
- Frankenberg (69)
- Gerersdorf (90)
- Grünau (122)
- Hartl (113)
- Hochstraß (197)
- Holzgasse (189)
- Josefstal (0)
- Kollnerberg (11)
- Loitzenberg (4)
- Marbach (97)
- Marwach (156)
- Niederzirking (280)
- Obenberg (133)
- Oberzirking (235)
- Poneggen (4)
- Reidl (38)
- Ried in der Riedmark (1 286)
- Rieddorf (21)
- Schnellendorf (17)
- Thal (50)
- Wachsreith (62)
- Waging (30)
- Weigersdorf (51)
- Wildberg (27)
- Wimm (17)
- Zeinersdorf (181)